# 楊麗 (嘉靖進士)
楊麗（1490年—？年），字益夫，號一泉，四川顺庆府南充縣人，民籍。

## 生平
治《易經》，行一，由國子生中式四川鄉試第二十三名舉人，年三十四歲中式嘉靖二年（1523年）癸未科會試第一百五十九名，第二甲第一百五名進士。历官云南楚雄府知府，嘉靖十六年（1537年）四月升陕西按察司副使，十九年八月升本省右参政，轉左參政。

## 家族
曾祖杨海，县丞。祖父杨立，知县。父杨春。母余氏，继母余氏。重庆下。弟麓、薦、度、序、廉、乾亨、蒙亨、晋、明、庚。